# Visegrad 4 Bicycle Race Grand Prix Slovakia 2018
Visegrad 4 Bicycle Race Grand Prix Slovakia 2018 – 5. edycja wyścigu kolarskiego Visegrad 4 Bicycle Race Grand Prix Slovakia, która odbyła się 31 marca 2018 na liczącej ponad 158 kilometrów trasie rozpoczynającej się w Bratysławie, a kończącej na torze wyścigowym Slovakiaring. Wyścig kategorii 1.2 był częścią UCI Europe Tour 2018.

## Klasyfikacja generalna
| \| Klasyfikacja generalna \| Klasyfikacja generalna \| Klasyfikacja generalna \| Klasyfikacja generalna \| Klasyfikacja generalna \| \| Kolarz \| Kolarz \| Państwo \| Drużyna \| Czas \| \| ---------------------- \| ---------------------- \| ---------------------- \| ---------------------- \| ---------------------- \| \| 1. \| Maciej Paterski \| Polska \| Wibatech Merx 7R \| 3h 28' 36" \| \| 2. \| Alan Banaszek \| Polska \| CCC Sprandi Polkowice \| + 0" \| \| 3. \| Rok Korošec \| Słowenia \| My Bike-Stevens \| + 0" \| \| 4. \| Vojtěch Hačecký \| Czechy \| Elkov-Author \| + 0" \| \| 5. \| Paweł Franczak \| Polska \| CCC Sprandi Polkowice \| + 1" \| \| 6. \| Kamil Gradek \| Polska \| CCC Sprandi Polkowice \| + 3" \| \| 7. \| Piotr Brożyna \| Polska \| CCC Sprandi Polkowice \| + 4" \| \| 8. \| Josef Černý \| Czechy \| Elkov-Author \| + 18" \| \| 9. \| Marek Rutkiewicz \| Polska \| Wibatech Merx 7R \| + 23" \| \| 10. \| Matej Zahálka \| Czechy \| Elkov-Author \| + 2' 26" \| |                  |          |                       |            |
| |                  |          |                       |            |
| Źródło: ProCyclingStats |                  |          |                       |            |
| Klasyfikacja generalna |                  |          |                       |            |
| Kolarz | Kolarz           | Państwo  | Drużyna               | Czas       |
| 1. | Maciej Paterski  | Polska   | Wibatech Merx 7R      | 3h 28' 36" |
| 2. | Alan Banaszek    | Polska   | CCC Sprandi Polkowice | + 0"       |
| 3. | Rok Korošec      | Słowenia | My Bike-Stevens       | + 0"       |
| 4. | Vojtěch Hačecký  | Czechy   | Elkov-Author          | + 0"       |
| 5. | Paweł Franczak   | Polska   | CCC Sprandi Polkowice | + 1"       |
| 6. | Kamil Gradek     | Polska   | CCC Sprandi Polkowice | + 3"       |
| 7. | Piotr Brożyna    | Polska   | CCC Sprandi Polkowice | + 4"       |
| 8. | Josef Černý      | Czechy   | Elkov-Author          | + 18"      |
| 9. | Marek Rutkiewicz | Polska   | Wibatech Merx 7R      | + 23"      |
| 10. | Matej Zahálka    | Czechy   | Elkov-Author          | + 2' 26"   |